# 亚历山大·麦肯德里克
亚历山大·麦肯德里克（英語：Alexander Mackendrick，1912年9月8日—1993年12月22日）是一位苏格兰裔美国导演和教师。他生于波士顿，后来移民苏格兰。一开始他制作电视广告，后来转而从事电影的后期剪辑和导演。他最出名的电影实在伊灵制片厂拍的《荒岛酒池》（1949）、《白衣人》（1951）和《贼博士》（1955）。
伊灵倒闭后他的电影产出渐渐减少，后来他回到美国，教授电影学。他也是苏格兰作家罗杰·麦克杜格尔的表弟。